# Gothminister
Gothminister es una banda de metal industrial basada en la temática gótica, originaria de la ciudad de Oslo, Noruega.

## Historia
Gothminister fue fundada en 1999 por Bjørn Alexander Brem, quien ya era conocido en los años 90 por las bandas Conceptor y Disco Judas, en Noruega.           
En 2000 se le unió el pianista Hallface (Tom Kalstad) , seguido por Machine  (Bjorn Aadland) como guitarrista, y Dementia Narcissus, el alias de la fotógrafa Sandra Jensen (quien desarrolló el estilo artístico conceptual  del grupo hacia lo que conocemos ahora). 
Gothminister lanzó su primer álbum en 2003: Gothic Electronic Anthem.. Este álbum fue bien recibido por la crítica alemana y por las editoriales internacionales. Metal Hammer del Reino Unido llegó incluso a publicar un titular llamado “The Undead Are Reborn” (“Los muertos vivientes son resucitados"), hablando de Gothminister. 
Posteriormente, el grupo se presentó en todos los festivales más importantes del género y el sencillo "Angel" fue muy apreciado. 
A Gothminister luego se le unieron dos nuevos miembros: Android (Andy Moxnes) en el piano y guitarra y Chris Dead (Christian Svendsen) en la batería. La última incorporación es la de Icarus (Glenn Nilsen) en la guitarra.
En 2005, lanzó Empire of Dark Salvation, álbum más oscuro y más pesado que el anterior. Las guitarras pesadas y el metal oscuro prevalecen en este trabajo, aunque dejando siempre los elementos de la música electrónica, pero más que todo como una ambientación de fondo. 
Gothminister habitualmente utiliza varios conjuntos de escenas durante las actuaciones (como un cetro de cráneo encaramado escupiendo humo que se golpea contra el suelo al ritmo de la música, maquillaje, taburete con el lema " G†M ", etc.). 
El 14 de noviembre de 2008, la agrupación lanzó un nuevo álbum, Happiness in Darkness, que mezcla la electrónica de Gothic Electronic Anthem , con las grandes guitarras oscuras de Empire of Dark Salvation .
Desde el punto de vista comercial, este disco marcó un notorio cambio en la dirección de la banda, al realizarse los dos primeros vídeos musicales producidos por la banda, con "Darkside" que protagoniza la modelo sueca Cecilia Kristensen y el segundo llamado “Freak”, con la presencia de la modelo gótica inglesa Eastern Strix.
Brem, abogado en la vida real en Oslo, tiene su personaje de ficción llamado 'Gothminister' y ha ampliado lo que hasta ahora ha hecho en Noruega, incluso cuando produce lucha libre bajo el nombre de “Evil Manager”.

## Éxito internacional

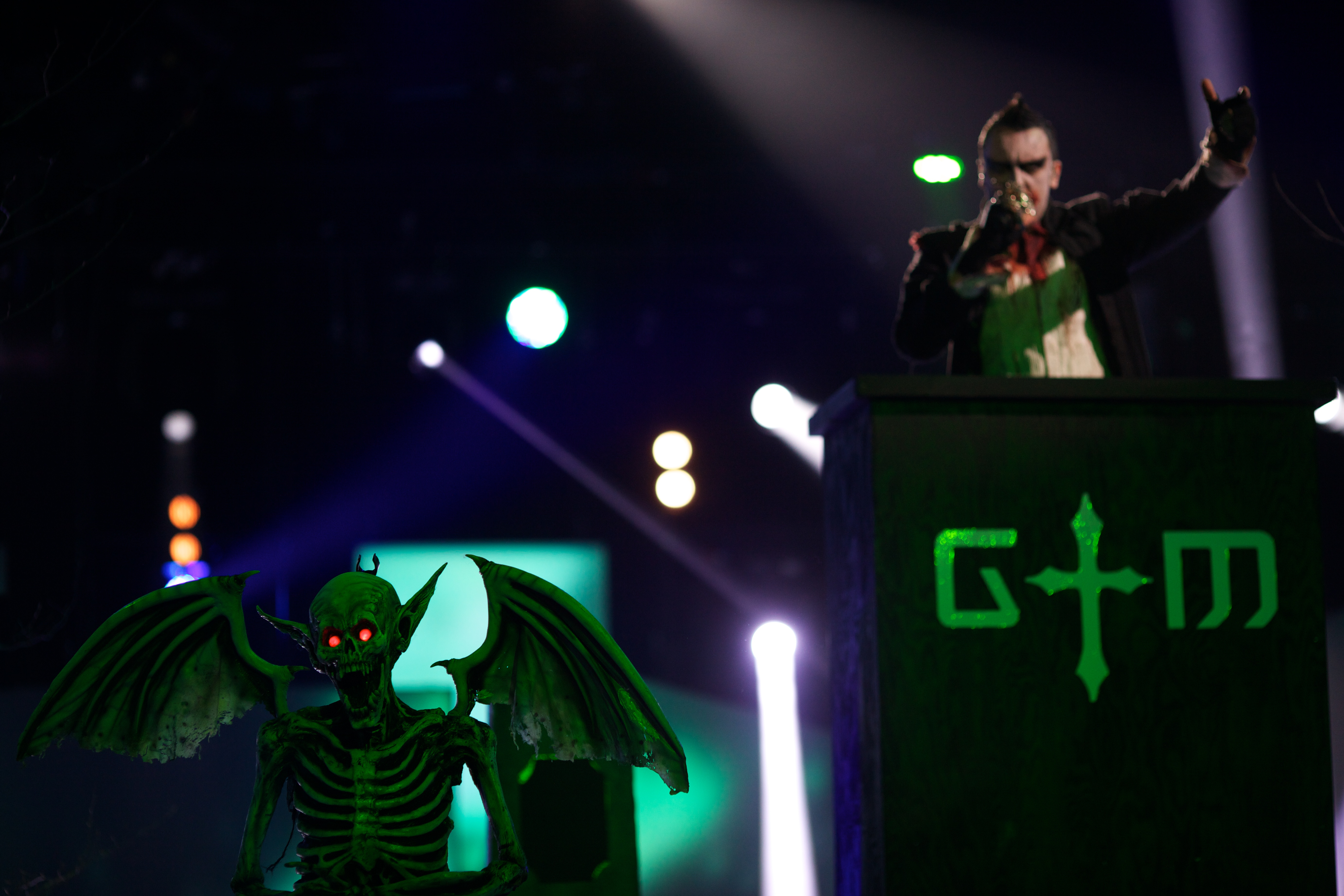
Gothminister en concierto en 2013

Sus tres álbumes de estudio publicados han tenido gran éxito, especialmente en Alemania, al tocar en muchos festivales alemanes de música, entre ellos el Wave-Gotik-Treffen (WGT), el Dark Storm Festival, el M'era Luna Festival (con asistencia de más de 15.000 personas), y el Festival de Schattenreich en Oberhausen con bandas  como Oomph!, In Extremo y Within Temptation (asistencia de más de 10 000 personas).
El segundo álbum, Empire of Dark Salvation llevó al grupo a un nivel totalmente nuevo. En Noruega, Gothminister se convirtió en histórico por ser la primera banda gótica industrial en ser patrocinada por la organización estatal Rikskonsertene (Conciertos) para hacer una gira nocturna en las ciudades más grandes del país, con el apoyo de Tristania. Incluso el popular festival by:Larm organizó un evento de estilo gótico en el marco de la publicación del disco. 
En Europa, Gothminister hizo más de 100 espectáculos en más de 20 países para promover Empire of Dark Salvation en 2006, de gira con Lacuna Coil, Theatre of Tragedy y Mortiis. El éxito "Monsters" alcanzó el No.11 en los mercados alemanes de listas alternativas, y fue gran éxito en el extranjero.
Este suceso le ayudó a realizar su primera gira fuera del continente, en  EE. UU. como espectáculo principal, tocando desde Nueva York hasta Hollywood en 2007. La banda ha realizado giras en más de 28 países en total desde entonces.
El grupo también tiene el mayor concierto de rock realizado en la localidad de Romsdalshorn (Møre og Romsdal, Noruega) durante el Rauma Rock 2008, con más de 1600 asistentes.
El tercer álbum Happiness In Darkness (2008) subió al N.º 1 en www.vampirefreaks.com en las listas de EE. UU.
Gothminister ha encabezado las listas alemanas de música alternativa (CAD), con el sencillo "Dusk Till Dawn" ("Abierto hasta el amanecer") en la posición más alta. para ellos (No.7).
En marzo de 2011, la banda publicó su cuarto álbum de estudio, Anima IInferna, con su sencillo "Liar".

## Miembros

### Miembros actuales
- Gothminister (Bjørn Alexander Brem) – Vocal principal y Performance
- Halfface (Tom Kalstad) - teclados
- Chris Dead (Christian Svendsen) - Batería
- Icarus (Glenn Nilsen) - Guitarras

### Antiguos miembros
- Dementia Narcissus (Sandra Jensen) — Coros y  Performance
- Android (Andy Moxnes) — Teclados, guitarra
- Machine (Bjorn Aadland) - Guitarras

### Músicos invitados
- Nell Sigland — Voces en "Wish" (pista 10 en Gothic Electronic Anthems)
- Cecilia Kristensen - Modelo en el video de "Darkside"
- Eastern Strix - Modelo en el video de "Freak"

### Apariciones en vivo
- Eric Burton —Vocales en vivo para "Hatred" en el M'era Luna Festival 2004

## Discografía

### Álbumes  y EP
| Título                                          | Fecha Publicación | Tipo    | Notas         | Etiqueta                          |
| ----------------------------------------------- | ----------------- | ------- | ------------- | --------------------------------- |
| Angel Demo                                      | 2001              | Demo    | Demo EP       | Angel                             |
| Gothic Electronic Anthems                       | 2003              | Estudio | Primer álbum  | BMG, Drakkar, Soulfood, Tatra     |
| Empire of Dark Salvation                        | 2005              | Estudio | Segundo álbum | BMG, Drakkar, e-Wave, Tatra, Tuba |
| Happiness in Darkness                           | 2008              | Estudio | Tercer álbum  | BMG, Drakkar                      |
| Anima Inferna                                   | 2011              | Estudio | Cuarto álbum  | Danse Macabre, ALIVE              |
| Utopia                                          | 2013              | Estudio | Quinto álbum  | Danse Macabre, ALIVE              |
| The Other Side                                  | 2017              | Estudio | Sexto álbum   | Danse Macabre, ALIVE              |
| "Pandemonium"                                   | 2022              | Estudio | Séptimo álbum | Danse Macabre                     |
| "Pandemonium II: The Battle of the Underworlds" | 2024              | Estudio | Octavo álbum  | AFM Records                       |

### Sencillos
| Título                 | Fecha Publicación | Álbum                     | Notas                | Etiqueta                    |   |
| ---------------------- | ----------------- | ------------------------- | -------------------- | --------------------------- | - |
| Angel                  | 2002              | Gothic Electronic Anthems | ---                  | Soulfood, Tatra             |   |
| Devil                  | 2002              | Gothic Electronic Anthems | ---                  | Soulfood, Tatra             |   |
| The Holy One           | 2003              | Gothic Electronic Anthems | Sencillo promocional | BMG, Drakkar, e-Wave, Tatra |   |
| Swallowed by the Earth | 2005              | Empire of Dark Salvation  | Club Single          | BMG, Drakkar, e-Wave, Tatra |   |
| Dusk Till Dawn         | 2008              | Happiness In Darkness     | Sencillo             | BMG, Drakkar, e-Wave, Tatra | ' |
| Liar                   | 2011              | Anima Inferna             | Sencillo             | Danse Macabre, ALIVE        |   |
| Utopia                 | 2013              | Utopia                    | Sencillo             | Danse Macabre, ALIVE        |   |

### Videos musicales
- "Darkside" - (2008)
- "Freak"- (2009)
- "Utopia" (2013)
- "Horrorshow" (2013)

### Sitios oficiales
- Sitio Oficial
- Gothminister en Myspace
- Gothminister Archivado el 15 de febrero de 2012 en Wayback Machine. en VampireFreaks.com
- Profile page en Drakkar Records/e-Wave Records

### Sitios oficiales de miembros de la banda
- Dementia Narcissus Official Site

- Datos: Q1422104
- Multimedia: Gothminister / Q1422104